# Lijst van militaire oefenterreinen van de Waffen-SS
Dit is een lijst van militaire oefenterreinen van de Waffen-SS. Hieronder volgen de militaire oefenterreinen.
- SS-militaire oefenterrein Bohemen[1]
- SS-militaire oefenterrein Heidelager[1]
- SS-militaire oefenterrein Kurmark[1]
- SS-militaire oefenterrein Moorlager[1]
- SS-militaire oefenterrein Seelager (Letland)[1]
- SS-militaire oefenterrein West-Pruisen[1]